# Riccardo Giovannini
Riccardo Giovannini (Roma, 14 marzo 2003) è un tuffatore italiano.

## Biografia
È allenato da Francesco De Angelis.
Ha esordito con la nazionale maggiore ai campionati mondiali di nuoto nel concorso dei tuffi dalla piattaforma 10 metri, dove è stato eliminato nel turno preliminare con il trentaquattresimo posto. Nel concorso della squadra mista, con la connazionale Chiara Pellacani, si è classificato al tredicesimo posto.
Agli europei di nuoto di Budapest 2020, disputati alla Duna Aréna nel maggio 2021, ha vinto la medaglia d'argento nel concorso della squadra mista, gareggiando con Chiara Pellacani, Andreas Sargent Larsen e Sarah Jodoin Di Maria, terminando alle spalle della Russia (Kristina Ilinykh, Evgenij Kuznecov, Ekaterina Beliaeva, Viktor Minibaev) di 3,80 punti. Nel sincro 10 metri misti ha completato la gara al quinto posto con Maia Biginelli. Tra i Giochi europei del 2023 e gli europei di Antalya del 2025 conquista due medaglie d'argento e tre medaglie di bronzo.

## Palmarès
| Anno | Manifestazione   | Sede     | Evento            | Risultato | Prestazione | Note |
| ---- | ---------------- | -------- | ----------------- | --------- | ----------- | ---- |
| 2019 | Mondiali         | Gwangju  | Piattaforma 10m   | 34º Q     | 319,30 p.   |      |
| 2019 | Mondiali         | Gwangju  | Squadra mista     | 13º       | 301,05 p.   |      |
| 2019 | Europei di tuffi | Kiev     | Piattaforma 10m   | 10º       | 385,60 p.   |      |
| 2019 | Europei di tuffi | Kiev     | Squadra mista     | 7º        | 292,10 p.   |      |
| 2021 | Europei di nuoto | Budapest | Piattaforma 10 m  | 12º       | 342,90 p.   |      |
| 2021 | Europei di nuoto | Budapest | Sincro 10 m misti | 5º        | 273,18 p.   |      |
| 2021 | Europei di nuoto | Budapest | Squadra mista     | Argento   | 428,00 p.   |      |
| 2023 | Giochi europei   | Rzeszów  | Piattaforma 10m   | Bronzo    | 411,20 p.   |      |
| 2023 | Giochi europei   | Rzeszów  | Sincro 10m        | Argento   | 388,83 p.   |      |
| 2023 | Mondiali         | Fukuoka  | Piattaforma 10m   | 31º       | 325,25 p.   |      |
| 2023 | Mondiali         | Fukuoka  | Sincro 10m        | 8º        | 368,79 p.   |      |
| 2025 | Europei          | Antalya  | Sincro 10 m       | Bronzo    | 386,70 p.   |      |
| 2025 | Europei          | Antalya  | Sincro 10 m misti | Argento   | 298,74 p.   |      |
| 2025 | Europei          | Antalya  | Squadra mista     | Bronzo    | 360,40 p.   |      |

### Giovanili
- Europei giovanili

Bergen 2017: bronzo nella squadra mista.